# 何惟憼
何惟憼（1514年—1558年），字汝一，號水南，直隸鳳陽府壽州蒙城縣人，軍籍，明朝政治人物。

## 生平
嘉靖二十八年（1549年）己酉科應天府鄉試第九十一名舉人。嘉靖三十二年（1553年）中式癸丑科會試第三百六十五名，三甲第二百五十七名進士。刑部观政，授福建莆田知县，升都察院经历，三十七年卒。

## 家族
曾祖何器；祖父何淵；父何遇漢。前母馮氏；母葛氏。弟何惟憲。